# Maciste, der Rächer der Verdammten
Maciste, der Rächer der Verdammten (Originaltitel: Maciste all'inferno) ist ein mythologischer Abenteuerfilm mit Horrorfilm-Elementen, der 1962 in Italien unter der Regie von Riccardo Freda entstand. Seine deutschsprachige Erstaufführung war am 7. Dezember 1962.

## Inhalt
Im 17. Jahrhundert wird in Schottland, am Loch Lake, Martha Gunt durch den korrupten Richter Parrish als Hexe verurteilt und hingerichtet. Sie verflucht das Dorf und ihre Bewohner. Einhundert Jahre später kommt eine junge Frau desselben Namens auf ihrer Hochzeitsreise in die Gegend. Beinahe wird sie gelyncht. Da eilt der muskelbewehrte Maciste herbei, entwurzelt den an der Todesstelle gewachsene Hexenbaum, der sich als Eingang zur Hölle entpuppt, und macht sich auf, die junge Frau zu retten. Dabei muss er sich mit mannigfaltigen Gefahren auseinandersetzen, die in der Unterwelt für ihn bereitet werden: Löwen, Schlangen, Geier, den Riesen Goliath und eine Zauberin können ihn nicht aufhalten. Die letzte Prüfung lässt das Böse zu Staub zerfallen und das Gute an die Erdoberfläche zurückkehren. Maciste reitet davon, neuen Bedrängten entgegen.

## Kritik
„Ein auf Grusel- und Schaueffekte angelegtes Serienprodukt, das auch biblische Symbole für seine Zwecke ausbeutet.“

Cinema.de schreibt: „Kolossaler Schrott, wenigstens schön unernst“.

## Bemerkungen
Unter demselben Originaltitel entstand bereits 1925 ein Maciste-Film. In den USA lief der Film wie so viele dieser Art in der "Sons of Hercules"-Reihe.
Die Aufnahmen der "Unterwelt" entstanden in der Grotte di Castellana.